# Marc Godfroid
Marc Godfroid (* 1960 in Brüssel) ist ein belgischer Posaunist des Modern Jazz.

## Leben und Wirken

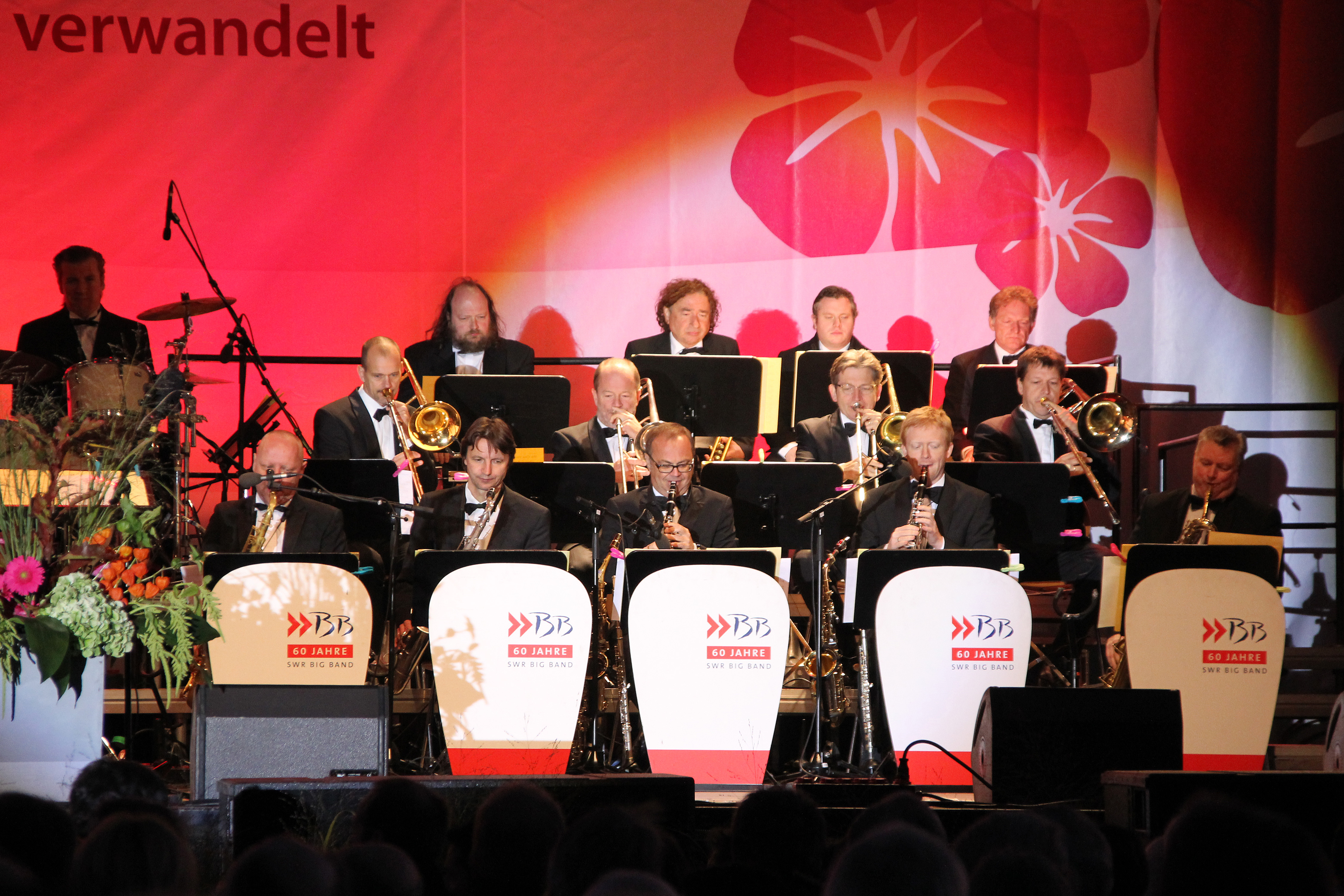
Marc Godfroid inmitten der SWR Big Band (zweite Reihe, dritter Musiker von rechts)

Godfroid wurde bereits 1981 von Etienne Verschueren in die Jazz Big Band von BRT geholt. Im selben Jahr wurde er Lead-Posaunist bei EuroJazz, der Big Band der EG. Dann spielte er bei Tony Sauwens.
1985 gehörte Godfroid als Repräsentant Belgiens zur Big Band der European Broadcasting Union, mit der er bei Pori Jazz auftrat. Rogier van Otterloo holte ihn für drei Produktionen als Solist zum niederländischen Metropole Orkest. Godfroid gehörte seit 1991 zu Peter Herbolzheimers Rhythm Combination and Brass sowie zu verschiedenen Formationen von Joe Haider.
Als Mitbegründer des Brussels Jazz Orchestra war er seit 1993 als dessen Erster Posaunist an zahlreichen Produktionen beteiligt. 1995 trat er mit Stéphane Grappelli in Pariser Salle Pleyel auf. Im selben Jahr wurde er festes Mitglied der SWR Big Band, der er bis heute angehört.
1996 nahm er mit Just Like That sein erstes Album unter eigenem Namen auf. Seit 1980 nahm er bis 2013 an 53 Aufnahmen im Bereich des Jazz teil, unter anderem mit Michel Herr und Archie Shepp, Fats Sadi, der Jazz Addiction Band oder Jambangle.
Godfroid unterrichtete ab 1986 an den Musikhochschulen in Gent und ab 1998 am Conservatorium van Amsterdam.

## Preise und Auszeichnungen
Godfroid gewann 1982 den Solisten-Preis beim Tros Big Band Festival in Amersfoort. 1995 wurde er mit dem belgischen Django d’Or als bester flämischer Musiker geehrt.